# Mammatus

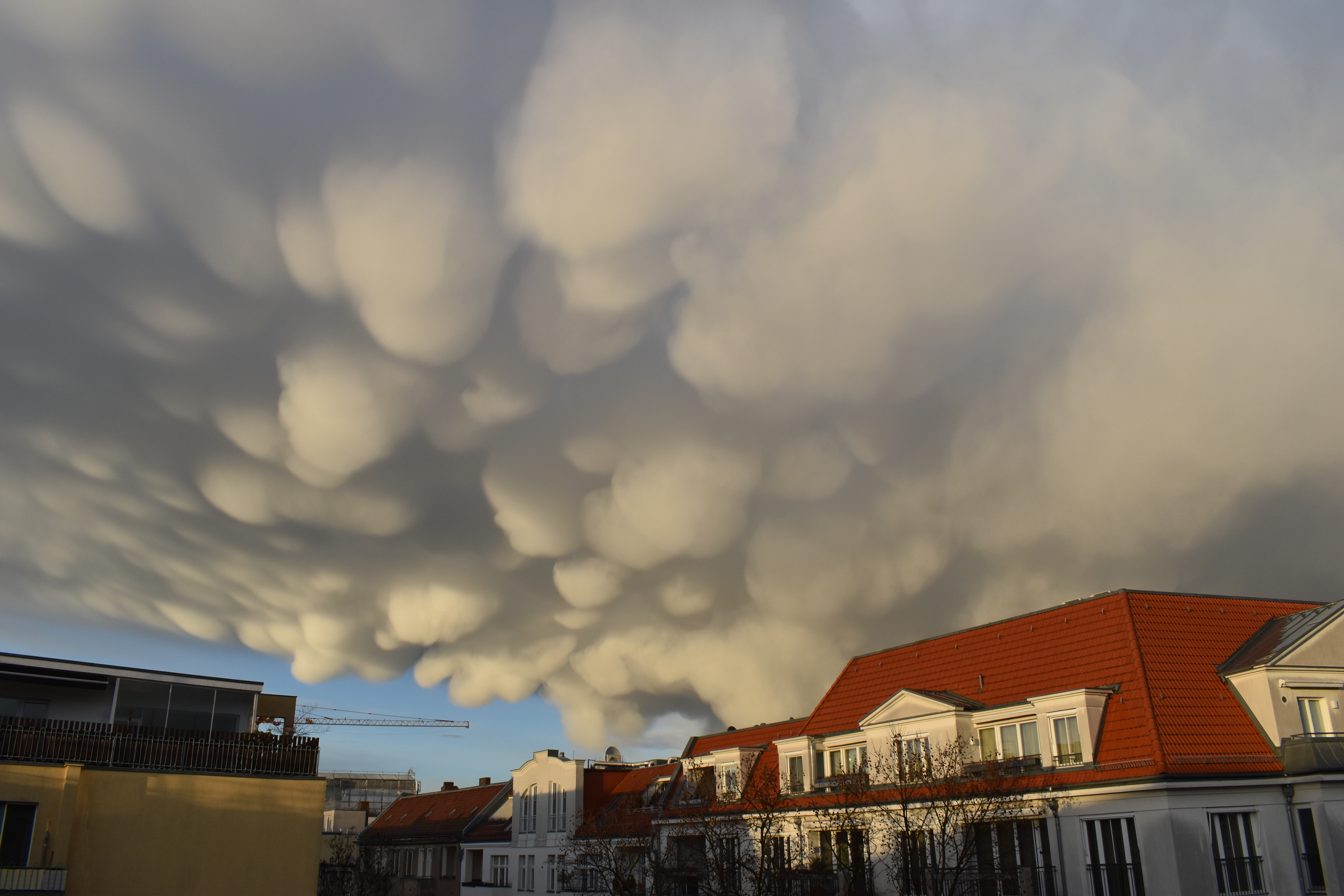
Mammatus über Berlin, 11. März 2021

Mammatus (von lateinisch ‚brustartig‘; Abkürzung: mam, Kurzform mamma, Plural Mammaten) sind beutelartig an der Unterseite von Wolken hängende Ausformungen. Die Sonderform kommt am häufigsten am Amboss oder Schirm des Cumulonimbus vor, sie kann jedoch auch bei Cirrus-, Cirrocumulus-, Altocumulus-, Altostratus- und Stratocumulus- sowie den Aschewolken von ausbrechenden Vulkanen beobachtet werden. In der Regel weisen Mammaten glatte, laminare Strukturen auf, insbesondere solche an Cirrus-Wolken können jedoch auch unregelmäßig erscheinen. Auch die vertikale Ausdehnung variiert je nach Wolke, an der sich die Mammaten bilden. Die Hauptvoraussetzungen für die Entstehung von Mammatus-Wolken sind der aktuelle Temperatur- und Feuchtegradient sowie die vorhandene Windscherung.
Mammaten sind generell noch wenig erforschte Wetterphänomene. Zu ihrer Entstehung gibt es verschiedene Theorien, die jeweils nicht bewiesen sind. Eine der bekanntesten Theorien besagt, dass Mammaten durch Verdunstungsvorgänge an der Wolkenunterseite entstehen, wenn dadurch die Luftschicht unter der Wolke abgekühlt und labilisiert wird, wodurch wiederum Auftrieb entsteht, der zur Entstehung des Mammatus führt.
Mammaten entstehen im Sommer bis zu zehnmal häufiger als im Winter und lassen sich mithilfe von Doppler-Radar-Anlagen erkennen und beobachten.

## Galerie

Mammatus nach einem nächtlichen Gewitter über dem Moseltal, 29. Mai 2000
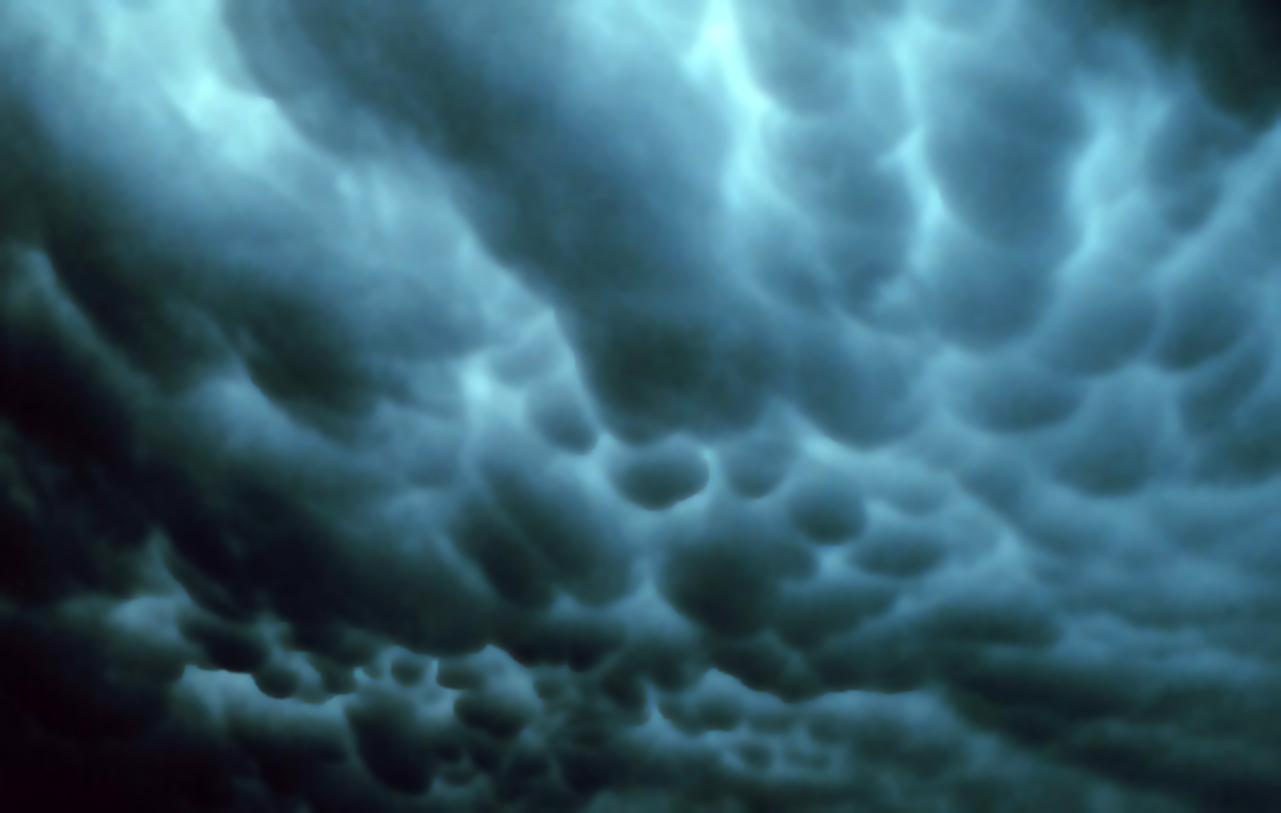
Mammatus in Tulsa, 2. Juni 1973
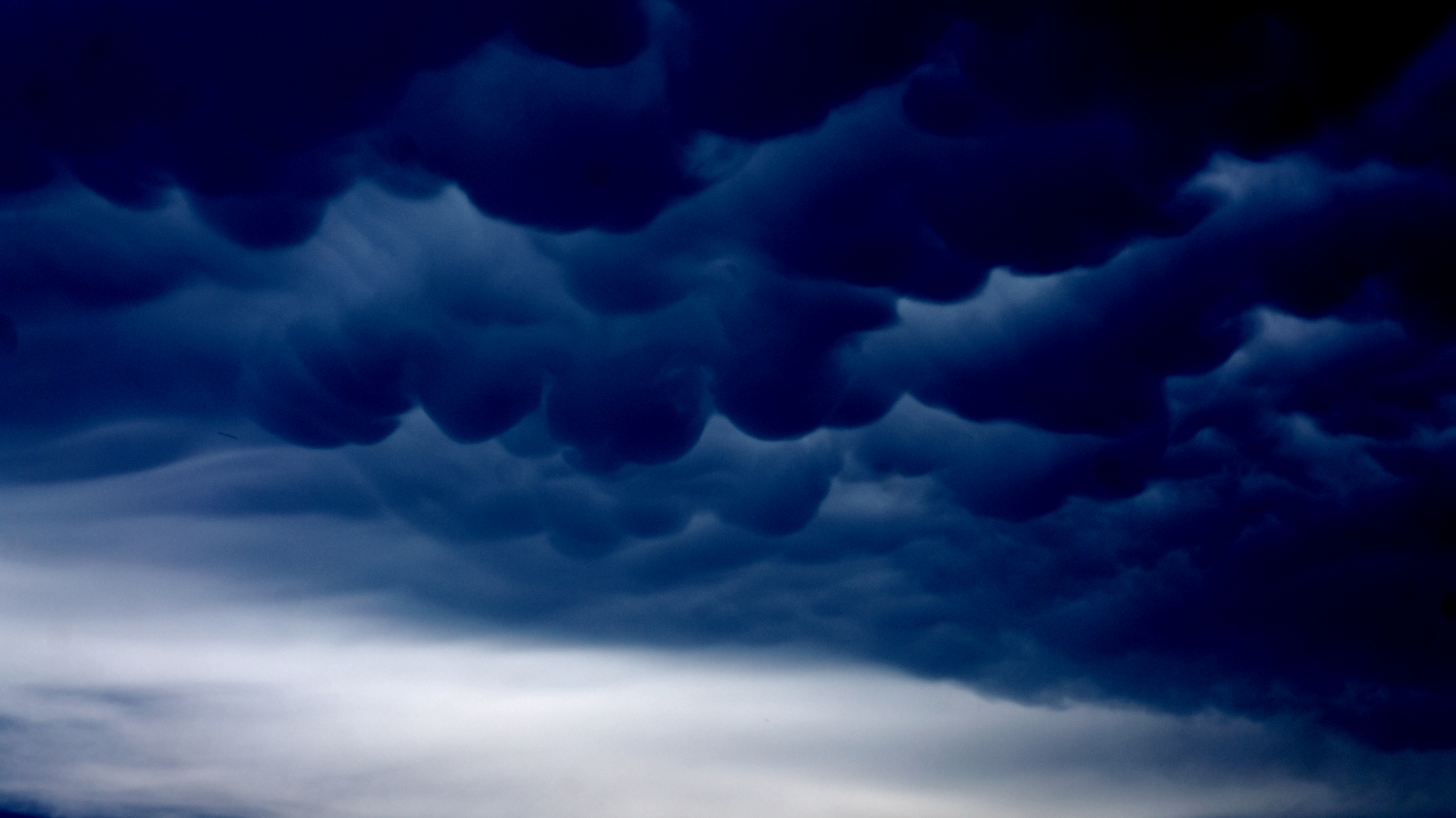
Mammatus über Pforzheim, 11. Juni 2014